# Hella von Unger
Hella von Unger (* 12. August 1971 in Hannover) ist eine deutsche Sozialwissenschaftlerin.

## Leben
Bis 1998 studierte von Unger Sozialwissenschaften an der Gottfried Wilhelm Leibniz Universität in Hannover. Ihre Diplomarbeit betreuten Barbara Duden und Gudrun-Axeli Knapp. An der University of California, Berkeley absolvierte sie ein Auslandssemester. Mit einer qualitativen Studie zur Stigmatisierung lesbischer und bisexueller New Yorker Mütter mit HIV/Aids promovierte von Unger 2005 zum Dr. phil. Im Anschluss arbeitete sie als Wissenschaftlerin an der Otto-von-Guericke-Universität Magdeburg, der Freien Universität Berlin und am Wissenschaftszentrum Berlin für Sozialforschung (WZB).
Im Jahr 2013 erhielt sie einen Ruf an die Ludwig-Maximilians-Universität München (LMU) und ist dort seitdem als W2-Professorin für Soziologie tätig. Ihr Schwerpunkt sind Qualitative Methoden der empirischen Sozialforschung. Darüber hinaus ist von Unger Vorsitzende der Ethikkommission der Sozialwissenschaftlichen Fakultät der LMU und war von 2016 bis 2018 Vorstandsmitglied der Sektion Methoden der qualitativen Sozialforschung der Deutschen Gesellschaft für Soziologie.

## Forschungsinteressen
Von Unger interessiert sich vor allem für qualitative und partizipative Methoden der empirischen Sozialforschung und Fragen der Forschungsethik. Thematisch forscht sie zu Migration und Ethnizität, Gesundheit und Krankheit, insbesondere HIV/Aids.

## Schriften (Auswahl)
- Hella von Unger/Hansjörg Dilger/Michael Schönhuth: Ethikbegutachtung in der sozial- und kulturwissenschaftlichen Forschung? Ein Debattenbeitrag aus soziologischer und ethnologischer Sicht. In: Forum Qualitative Sozialforschung 2016, 17 (3), Art. 20 (in deutscher und englischer Sprache) online.
- Kathrin Leuze/Hella von Unger: Wissenschaftliches Arbeiten im Soziologiestudium. UTB Verlag Ferdinand Schöningh, Paderborn 2015, ISBN 9783825243142.
- Hella von Unger: Partizipative Forschung. Einführung in die Forschungspraxis. Springer VS Verlag, Wiesbaden 2014, ISBN 978-3-658-01290-8.
- Hella von Unger/Petra Narimani/Rosaline M'Bayo (Hg.): Forschungsethik in der qualitativen Forschung: Reflexivität, Perspektiven, Positionen. Springer VS Verlag, Wiesbaden 2014, ISBN 978-3-658-04289-9.
- Hella von Unger: Partizipative Gesundheitsforschung. Wer partizipiert woran? In: Forum Qualitative Sozialforschung 2012, 13 (1), Art. 7, online.

## Projekte (Auswahl)
- 2018–2021: Zivilgesellschaftliche Organisationen und die Herausforderung von Migration und Diversität: Agents of Change (ZOMiDi), Förderung durch Bundesministerium für Bildung und Forschung (BMBF)[2]
- 2016–2017: Junge Geflüchtete, Bildung, Arbeitsmarkt, Lehrforschungsprojekt in Zusammenarbeit mit Petra Schütt, LMU München, Förderung durch Landeshauptstadt München (Referat für Arbeit und Wirtschaft)[3]
- 2012–2015: Kategorien im Wandel: Migrant/innen in epidemiologischen, präventiven und rechtlichen Diskursen zu HIV und Tuberkulose. Ein Ländervergleich (D/UK), Förderung durch Deutsche Forschungsgemeinschaft (DFG)
- 2008–2011: Partizipative Entwicklung der HIV-Primärprävention für Migrantinnen und Migranten (PaKoMi), in Zusammenarbeit mit der Deutschen AIDS-Hilfe e.V., WZB und Forschungsgruppe Public Health, Förderung durch Bundesministerium für Gesundheit (BMG)[4]
- 2001–2004: Multiple stigmatization of lesbian and bisexual women with HIV/AIDS in New York: A Qualitative Study, in Zusammenarbeit mit dem HIV Center for Clinical and Behavioral Studies, Columbia University New York und New York State Psychiatric Institute (NYSPI), Förderung durch HIV Center for Clinical and Behavioral Studies, Columbia University New York
- 1997–1999: Das Versteckspiel mit dem Virus: Eine empirische Studie zu Problemlagen und Lösungsstrategien im Alltag HIV-positiver Frauen, Universität Hannover, online.

## Stipendien (Auswahl)
- 2017: Honorary Visiting Fellowship, Australian Research Centre in Sex, Health and Society (ARCSHS), La Trobe University, Melbourne, Australien
- 2015: Connect, Programm zum Japanese-German Frontiers of Science Symposium, Alexander von Humboldt-Stiftung und Japan Society for the Promotion of Science
- 2011: ProFiL, Professionalisierung für Frauen in Forschung und Lehre, Technische Universität Berlin
- 2009–2011: Fast Track, Karriereprogramm für junge Wissenschaftlerinnen, Robert Bosch Stiftung